# カンキツトリステザウイルス
カンキツトリステザウイルス (Citrus tristeza virus,CTV) は、クロステロウイルス属に属するウイルスの一種である。ミカン属の植物に感染し、全世界で多大な農業被害を与えている。“トリステザ”(tristeza) は、1930年代にこのウイルスの被害を受けた南米の農家が名付けたもので、スペイン語・ポルトガル語で“悲しみ”を意味する。ウイルスの媒介は主にミカンクロアブラムシ Toxoptera citricida による。

## 特徴
柔軟な桿状ウイルスであり、長さ 2000 nm、直径12 nm程度である。ゲノムは19.2-19.3 kbの1本鎖(+)RNAで、2種類のタンパク質で構成されたカプシドに包まれる。このゲノムサイズは既知のウイルスの中で最大級のもので、12のオープンリーディングフレームと17のタンパク質がコードされている。

## 宿主と症状

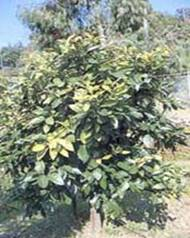
白化した葉

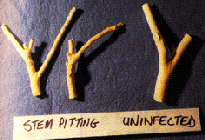
ステムピッティング

ダイダイ、またはダイダイを台木としたオレンジ・グレープフルーツ・ライム・マンダリンオレンジなどに感染する。Aeglopsis chevalieri ・Afraegle paniculata ・Pamburus missionis ・ヒメミナリノトケイソウ Passiflora gracilis などでも感染が確認されている。分布域は、ミカン属の樹木が生育するあらゆる場所に及ぶ。
症状はウイルス株・外部環境・宿主によって大きく変化するが、3つの主要な症状が知られている。
1. 衰弱。ダイダイに接木されたオレンジ・マンダリンオレンジ・グレープフルーツなどで起こる。衰弱に伴って、葉の白化や立ち枯れが発生する。症状が現れてから枯死までは、早くて数日だが、遅いと数か月-数年かかることもある。後者の場合、台木との接着部の上部が膨らんだり、台木の樹皮下が空洞化したりすることもある[4]。
2. ステムピッティング。ほとんどの宿主において現れるが、特にダイダイに接木した場合に起こりやすい。幹や枝に溝 (pit) が現れ、樹勢や収量が低下する。この症状は一般的に、強毒性の株によって引き起こされる[5]。
3. 苗木の黄変 (seedling yellows) 。これはダイダイ・ナツダイダイ・レモン・ブンタンなどで起こり、葉が黄変して枯死する。この症状を引き起こすCTVの強毒系統は、イヨカンの果実にかいよう虎斑病を引き起こす[6]。

### 診断
古典的には、病変部をライムに接木接種することで診断される。ライムにおける症状は非常に特徴的で、葉脈のコルク化に続いて、葉が白化しカップ状となる。強毒株では成長阻害やステムピッティングも現れる。他の診断法としては、師部に cross-banded inclusion bodies が出現することや、電子顕微鏡を用いてのウイルス粒子検出、DAS-ELISA・PCRなどを用いたタンパク質・RNAなどの検出が挙げられる。

## 疫学
CTVの存在は師部組織に限られるが、アブラムシ類はその口吻で師部を貫くため、ウイルスの媒介者となる。中でもミカンクロアブラムシは、CTVを最も効率的に伝播させる。フロリダでは、以前にはワタアブラムシ Aphis gossypii が最も主要な媒介者であったが、1995年に侵入したミカンクロアブラムシは、この種より6-25倍効率的にウイルスを伝播させることが分かった。ワタアブラムシの宿主特異性は低いため、別種の植物から吸汁した時点でウイルスは失われてしまう。だが、ミカンクロアブラムシは宿主特異性が高く、容易に有翅型となることからウイルスを拡散させやすいといえる。
米国では以前、ワタアブラムシ・ユキヤナギアブラムシ Aphis spiraecola・コミカンアブラムシ Toxoptera aurantii のみがウイルスを媒介していた。ミカンクロアブラムシの分布域は、本来はアジア（ミカン属の原産地）に限られていたと見られる。だが、20世紀初頭には、ミカン属の伝播に伴ってオセアニア・アフリカ・南アメリカに分布を拡大しており、その後中米・カリブ海諸国へも広がっていった。1993年にはキューバ、1995年にはフロリダに達している。アブラムシは30-60分以上の吸汁によってウイルスを保有し、その後24時間は感染力を維持する。ミカンクロアブラムシは最もウイルス伝播力の高い種で、他のアブラムシによって媒介されない、強毒性の株をも媒介することができる。この種と比較すると、ワタアブラムシの伝播力は78%、ユキヤナギアブラムシ・コミカンアブラムシは0-6%程度と試算されている。だが、ユキヤナギアブラムシはかなり高密度で生息することがあるほか、コミカンアブラムシはウイルスの特定の株を伝播させることが知られる。ダイダイを台木として用いることは農業上一般的であるが、このことが重症度を増加させていると見られる。また、感染した穂木を接木することによっても、台木へとウイルスが伝播する。

## 被害
柑橘類に感染するウイルスとしては、経済的に最も被害の大きいものである。ダイダイ台木のスイートオレンジが育たなかったことから元々は南アフリカに分布していたと考えられている。1910年代からは南アフリカ、1930年代からは南米、1950年代からは米国（300万本）、1970年代からはアルゼンチン（1000万本）・ブラジル（600万本）で被害を広げており、現在までにおよそ8億本の木が枯死したと考えられている。北米・中米では、ミカンクロアブラムシの分布拡大に伴って被害が増加しているほか、スペインでは4000万本を超えるオレンジ・マンダリンオレンジが被害を受け、生産が低下し続けている。
日本では第二次世界大戦後に広島県で発生したハッサクの萎縮病がCTVによるものであることが判明したのを皮切りに、ユズ、ナツミカンなどに被害が報告されるようになった。日本で広く栽培されているウンシュウミカンはCTVに対し耐病性を有するものの強毒系統のウイルスを保毒するため、広く生息するミカンクロアブラムシによりウイルスを拡散させてしまう。

### 予防
最初の発見時には、感染樹の隔離が最善と考えられていたが、今では極少数の樹が感染した場合のみにしか行われていない。米国ではミカンクロアブラムシの侵入後、感染樹は全て破棄されている。ウイルスが存在しない地域に限れば、茎頂つぎ木・熱処理による無ウイルス穂木の利用も実用的である。ウイルスが存在する地域では、ダイダイの代わりに、ウイルス抵抗性の台木を用いるべきである。古くからウイルスが存在したアジアでは、カラタチ・サンキ Citrus sunki ・シークヮーサーなどの台木が使われてきた（ただし、カラタチの一部はCTVに感染してステッピングを生じることが判明している）。トロイヤーシトレンジ・Swingle citromelo などの交雑種もウイルス抵抗性を示す。ステムピッティングに寛容な穂木品種を用いることもできる。
弱毒性株の事前接種（いわゆるワクチン）も効果的である。この場合、穂木に対しても移植の4-6か月前に接種が行われ、温室においてアブラムシの非存在下で育てられる。だが、この方法は汚染された中間台木上に高接ぎする場合には十分に機能せず、殺虫剤でアブラムシを減らし、ウイルスの再感染を抑えることが必要となる。
米国ではユキヤナギアブラムシに対する生物農薬として、アジア産の寄生蜂が用いられていたが、ミカンクロアブラムシの侵入によってこの施策は停止された。フロリダにはアブラムシに寄生するタマバエ科の昆虫が存在するが、この種によってもミカンクロアブラムシの流入を抑えることはできていない。